# Pueblo ghorbati
Los ghorbati (también conocidos como mugat o hadurgar) son un grupo étnico y originalmente una comunidad nómada en Irán Afganistán y Asia Central, donde forman parte de las diversas comunidades denominadas lyuli o mugat.La mayoría de ellos están situados en Irán, de donde otros han emigrado. Su ascendencia se remonta a la Persia sasánida .
En 1976-1977, los ghorbati contaban con 1.000 familias (unas 5.000 personas) en Afganistán. Algunos se establecieron en Peshawar, Pakistán, y algunos subgrupos están conectados con las tribus basseri y qashqai.

## Ocupación
Sus ocupaciones tradicionales incluyen carpintería, herrería, venta ambulante, fabricación y venta de bienes domésticos, escribir oraciones y tratar con ganado. Las mujeres mayores practicaban la adivinación y la curación.
Los fabricantes de tamices son conocidos como ghalbelbaf y chighalbaf en Afganistán, kalbilbof en Tayikistán y ghirbalband en Irán. Algunos también tenían funciones gubernamentales o religiosas. En general, eran ciudadanos afganos; tenían documentos de identidad y fueron reclutados, a diferencia de la comunidad mugat "jugi" relacionada.

## Idioma
Su lengua materna es el persa, pero tienen su propio dialecto conocido como ghorbati (ver persa romaní ), que es un idioma secreto con una fuerte base persa, también conocido como mogadi (en Shiraz ), magadi (en Herat ) y Qazulagi (en Kabul ).Tiene palabras semíticas y domari, incluidos otros términos.

## Confusión de nombres
Los ghorbati se han confundido principalmente con el pueblo dom porque estos últimos son conocidos como qurbat o kurbat (árabe: قرباط/كربات), que es un nombre completamente diferente que parece similar a ghorbat (persa: غربت). Sin embargo, esto está relacionado con el nombre romaní gurbeti, pero no hay pruebas de ninguna conexión histórica entre estos grupos, y se cree que los ghorbati son nómadas que se desplazan hacia el este en lugar de ser de origen indio como los koli, los romaníes y los dom.
Son distintos de los koli, aunque en algunas regiones los términos koli y ghorbati se superponen; estas palabras se utilizan independientemente de la tribu que se describa. El insulto ghorbati se ha utilizado para las personas que fueron desplazadas durante la guerra entre Irán e Irak.

## Estatus
Los ghorbatis de Irán también emigraron a Maharashtra y otras partes de la India en la década de 1970, aunque algunos subgrupos ya estaban presentes en la India mogol desde el siglo XVI. Otras traducciones alternativas escriben el nombre del grupo como Ghorbat, Gurbat, Ghurbati o Qorbat. Son una minoría gravemente marginada en Irán y padecen una serie de problemas sociales. Algunos iraníes consideran que la comunidad ghorbati il-e fiuj forma parte del crimen organizado en Pakistán.